# Ein Weihnachtsmärchen (2001)
Ein Weihnachtsmärchen (Originaltitel: Christmas Carol: The Movie) ist ein Weihnachtsfilm aus dem Jahr 2001 von Regisseur Jimmy T. Murakami. Die Handlung basiert größtenteils auf der 1843 veröffentlichten Erzählung A Christmas Carol von Charles Dickens.

## Handlung
Der geldgierige Ebenezer Scrooge kauft von Mr. Leach ein Schuldnerbuch auf und übergibt es seinem Geldeintreiber Joe. Dieser lässt alle Schuldner, die ihre Schulden nicht vollständig begleichen können, sogleich ins Gefängnis bringen und deren Hab und Gut verkaufen. Davon betroffen ist auch Dr. Lambert, dessen Krankenhaus für Arme deshalb geschlossen werden muss. Seine Krankenschwester Belle war einst die Jugendliebe von Scrooge und schreibt diesem einen Bittbrief, damit die Menschen wieder einen Arzt haben. Belle war die beste Freundin von Scrooges Schwester Fan.
Scrooge selbst verabscheut Weihnachten und schüttet auf eine Gruppe Weihnachtssänger vor seinem Haus einen Kübel kaltes Wasser. Dabei trifft er den kleinen Tim, welcher der Sohn seines Angestellten Mr. Cratchit ist. Tim wird dadurch krank. Eines Abends bekommt Scrooge Besuch vom Geist seines vor sieben Jahren verstorbenen Geschäftspartners Marley. Dieser erklärt ihm, dass er noch von drei verschiedenen Geistern heimgesucht wird. Den ersten am nächsten Morgen wenn die Glocke eins schlägt. Der Geist der vergangenen Weihnacht führt ihn zu seiner ehemaligen Schule und seinem strengen Vater, der ihn nach der Schule zu einer Lehre bei Fezziwig nach London schickte sowie zu seiner Jugendliebe Belle, die sich aufgrund seiner Hartherzigkeit kurz vor der geplanten Heirat von ihm trennte.
Der Geist der gegenwärtigen Weihnacht bringt ihn zu den Weihnachtsfeiern seines Neffen Fred und seines Angestellten Mr. Cratchit. Der Geist der Zukunft zeigt ihm den Tod des kleinen Tim und sein eigenes Grab sowie die entweder gleichgültigen oder erleichterten Reaktionen der Menschen auf seinen Tod. Scrooge wacht am Morgen des Weihnachtstags auf und hat nur noch gute Vorsätze. Er lässt einen Jungen eine Gans kaufen, die er Cratchit bringen soll. Seinen Geldeintreibern sagt Scrooge, dass er ihrer Dienste nicht weiter bedarf. Dr. Lambert wird aus dem Gefängnis entlassen und kann den kleinen Tim behandeln und seinem Angestellten Cratchit vervierfacht Scrooge das Gehalt. Scrooge trifft sogar Belle wieder, die erkennt, dass mit ihm ein Wandel geschehen ist und er all seine schlechten Taten zutiefst bereut. Es wird zumindest angedeutet, dass die beiden wieder zusammenfinden.

## Synchronisation
| Rolle (Zeichentrick)              | Originalstimme    | Deutsche Stimme       |
| --------------------------------- | ----------------- | --------------------- |
| Ebenezer Scrooge                  | Simon Callow      | Lutz Mackensy         |
| Belle                             | Kate Winslet      | Ulrike Stürzbecher    |
| Marley                            | Nicolas Cage      | Martin Keßler         |
| Geist der vergangenen Weihnacht   | Jane Horrocks     | Heidrun Bartholomäus  |
| Geist der gegenwärtigen Weihnacht | Michael Gambon    | Hans-Werner Bussinger |
| Bob Cratchit                      | Rhys Ifans        | Michael Iwannek       |
| Mrs. Cratchit / Mutter Gimlet     | Juliet Stevenson  | n/a                   |
| Old Joe (Joe Hoggs)               | Robert Llewellyn  | Kaspar Eichel         |
| Fred                              | Iain Jones        | Norman Matt           |
| Fezziwig                          | Colin McFarlane   | n/a                   |
| Fan                               | Beth Winslet      | n/a                   |
| Dr. Lambert                       | Arthur Cox        | Roland Hemmo          |
| Mr. Leach / Bestatter             | Keith Wickham     | n/a                   |
| Rolle (Realfilm)                  | Darsteller        | Deutsche Stimme       |
| Charles Dickens                   | Simon Callow      | Lutz Mackensy         |
| Theater-Manager                   | James Jordan      | n/a                   |
| schreiende Frau                   | Tracey O’Flaherty | n/a                   |

## Hintergrund
- In der ursprünglichen Version beginnt und endet der Film mit Realfilm-Szenen, in denen man den von Simon Callow gespielten Charles Dickens sieht, wie er während einer Lesereise durch die USA in einem Theater in Boston seine Erzählung A Christmas Carol einem Publikum vorliest.
- Alternativtitel des Films sind Christmas Carol – Ein Weihnachtsmärchen und Charles Dickens – Ein Weihnachtsmärchen.
- Das Titellied What If wird von Kate Winslet gesungen. Es wird in einer der letzten Szenen gespielt, als Scrooge nach seiner Bekehrung allein durch die Stadt läuft und merkt, wie viel Freude er in seinem bisherigen Leben versäumt hat.

## Kritiken
„Belangloser Zeichentrickfilm nach Charles Dickens’ Weihnachtserzählung im grobflächigen Stil einer Vormittagssendung. Er beginnt mit Realszenen, die den Schriftsteller auf Lesereise in Amerika zeigen, bevor die eigentliche Handlung einsetzt, die sich aus der Sicht von Mäusen entwickelt.“

„Für jüngere Zuschauer animierte Adaption von Charles Dickens’ Weihnachtsklassiker, die die berühmte Geschichte aus der Perspektive von Mäusen erzählt und sich auch sonst einige Freiheiten in der Interpretation erlaubt. Die Animation ist wenig außergewöhnlich, die Original-Sprecher der Figuren sind dagegen mit Kate Winslet über Nicolas Cage bis zu Rhys Ifans erstklassig.“